# Indianapolis 500 1987

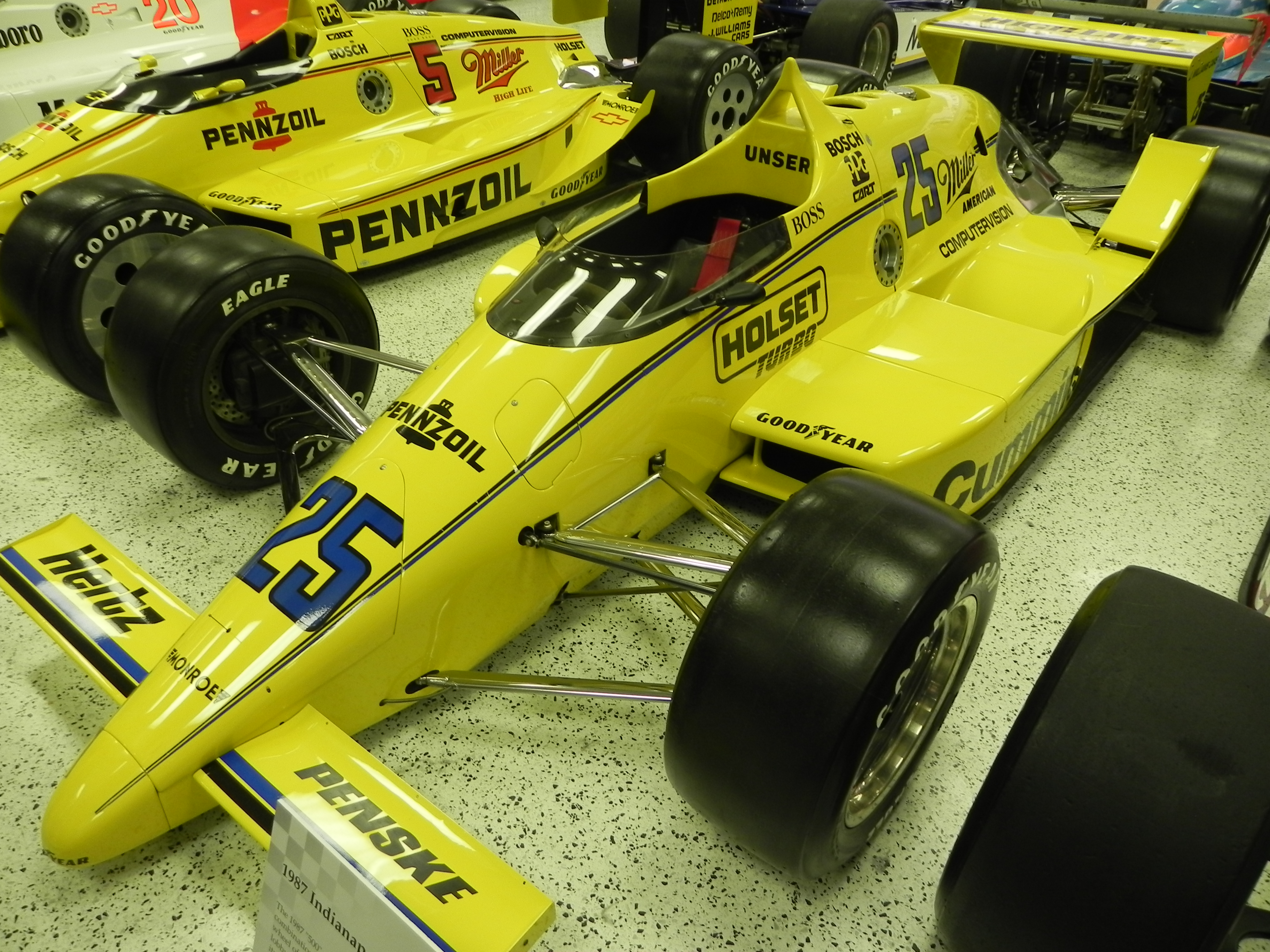
Das Siegerauto von 1987 des Team Penske

Das 71. Indianapolis 500 (offiziell 71th Running of the Indianapolis 500) auf dem Indianapolis Motor Speedway fand am 24. Mai 1987 statt und ging über eine Distanz von 200 Runden à 4,023 km, was einer Gesamtdistanz von 804,672 km entspricht.

## Startaufstellung
| Reihe | Innen | Innen                                                                                | Mitte | Mitte                                                                     | Außen | Außen                                                                              |
| ----- | ----- | ------------------------------------------------------------------------------------ | ----- | ------------------------------------------------------------------------- | ----- | ---------------------------------------------------------------------------------- |
| 1     | 5     | Mario Andretti Newman/Haas Racing Lola T8700, Chevrolet 265 215,39 mph / 346,64 km/h | 1     | Bobby Rahal Truesports Lola T8700, Cosworth DFX 213,316 mph               | 8     | Rick Mears Penske Racing March 86C, Chevrolet 265 211,467 mph                      |
| 2     | 14    | A. J. Foyt A. J. Foyt Enterprises Lola T8700, Cosworth DFX 210,935 mph               | 4     | Roberto Guerrero Granatelli Racing March 87C, Cosworth DFX 210,68 mph     | 22    | Dick Simon Dick Simon Racing Lola T8700, Cosworth DFX 209,96 mph                   |
| 3     | 71    | Arie Luyendyk Hemelgarn Racing March 87C, Cosworth DFX 208,337 mph                   | 21    | Johnny Rutherford Alex Morales Racing March 87C, Cosworth DFX 208,296 mph | 18    | Michael Andretti Kraco Racing March 87C, Cosworth DFX 206,129 mph                  |
| 4     | 23    | Ludwig Heimrath Dick Simon Racing Lola T8700, Cosworth DFX 207,591 mph               | 81    | Rich Vogler Hemelgarn Racing March 87C, Buick V-6 205,887 mph             | 11    | Jeff MacPherson Galles Racing March 87C, Judd 205,688 mph                          |
| 5     | 91    | Scott Brayton Hemelgarn Racing March 87C, Cosworth DFX 205,647 mph                   | 15    | Geoff Brabham Galles Racing March 87C, Judd 205,503 mph                   | 56    | Gary Bettenhausen Gohr Racing March 86C, Cosworth DFX 204,504 mph                  |
| 6     | 3     | Danny Sullivan Penske Racing March 86C, Chevrolet 265 210,271 mph                    | 12    | Fabrizio Barbazza Arciero Racing March 87C, Cosworth DFX 208,038 mph      | 2     | Gordon Johncock American Racing March 86C, Buick V-6 207,99 mph                    |
| 7     | 77    | Derek Daly Pace Racing March 87C, Buick V-6 207,522 mph                              | 25    | Al Unser Penske Racing March 86C, Cosworth DFX 207,423 mph                | 33    | Tom Sneva Mike Curb March 86C, Buick V-6 207,254 mph                               |
| 8     | 30    | Al Unser jr. Doug Shierson Racing March 87C, Cosworth DFX 206,752 mph                | 24    | Randy Lewis Leader Cards Racing March 87C, Cosworth DFX 206,209 mph       | 7     | Kevin Cogan Patrick Racing March 87C, Chevrolet 265 205,999 mph                    |
| 9     | 55    | Josele Garza Machinists Union Racing March 87C, Cosworth DFX 205,692 mph             | 41    | Stan Fox A. J. Foyt Enterprises March 86C, Cosworth DFX 204,518 mph       | 16    | Tony Bettenhausen jr. Bettenhausen Motorsports March 86C, Cosworth DFX 203,892 mph |
| 10    | 44    | Davy Jones A. J. Foyt Enterprises March 86C, Cosworth DFX 208,117 mph                | 29    | Pancho Carter Machinists Union Racing March 87C, Cosworth DFX 205,154 mph | 98    | Ed Pimm Mike Curb March 86C, Cosworth DFX 203,284 mph                              |
| 11    | 84    | George Snider A. J. Foyt Enterprises March 86C, Chevy V-6 203,192 mph                | 87    | Steve Chassey United Oil March 87C, Cosworth DFX 202,488 mph              | 20    | Emerson Fittipaldi Patrick Racing March 87C, Chevrolet 265 205,584 mph             |

## Klassifikationen

### Endresultat

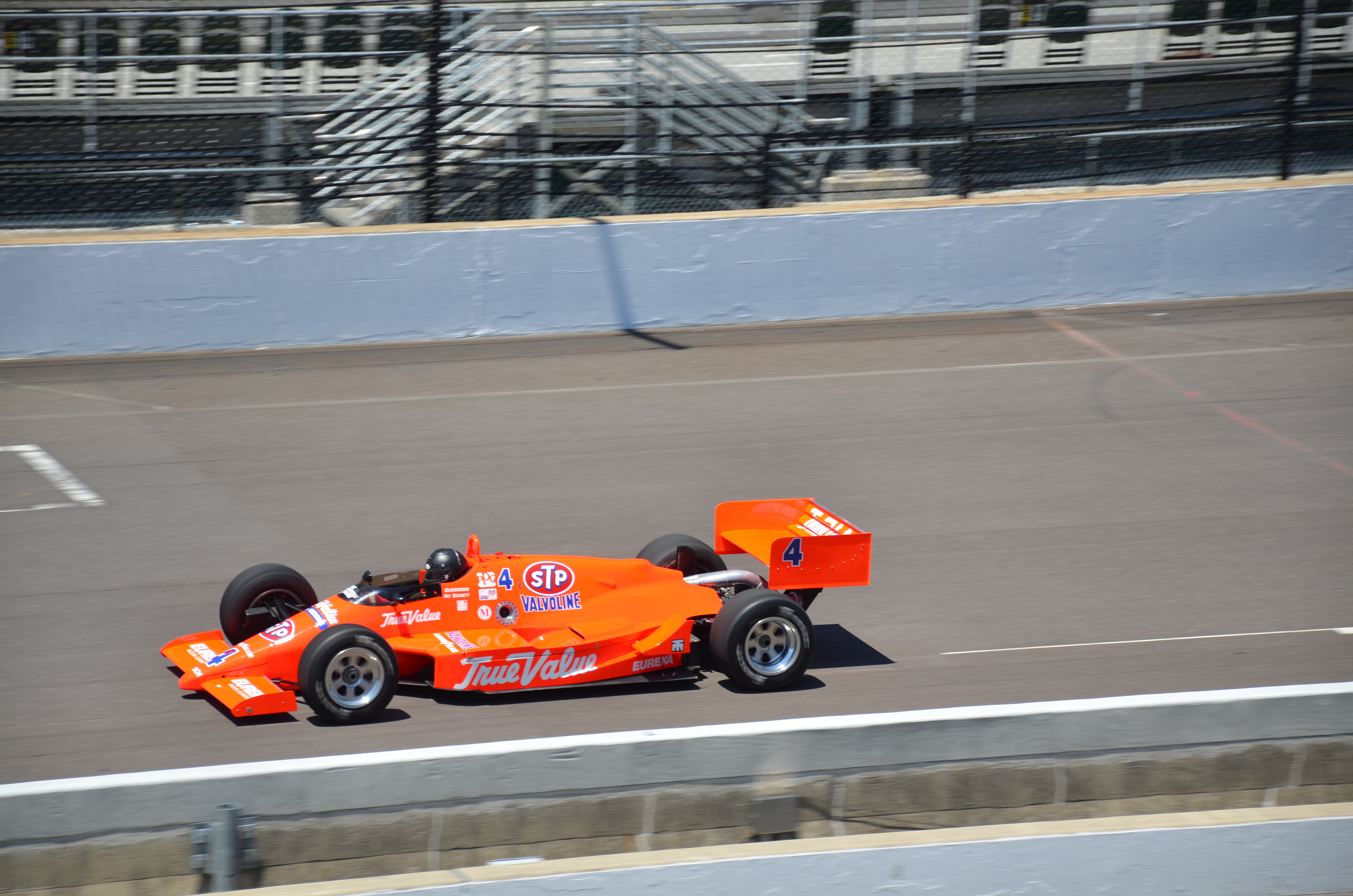
Roberto Guerrero an den Trainingstagen in Indianapolis 1987

| Pos. | Nr. | Fahrer                | Chassis    | Motor         | Zeit/Rückstand       | Start |
| ---- | --- | --------------------- | ---------- | ------------- | -------------------- | ----- |
| 1    | 25  | Al Unser (W)          | March 86C  | Cosworth DFX  | 3:04:59,147 Std. 200 | 20    |
| 2    | 4   | Roberto Guerrero      | March 87C  | Cosworth DFX  | 4.487,Sek. 200       | 5     |
| 3    | 12  | Fabrizio Barbazza (R) | March 87C  | Cosworth DFX  | 198                  | 17    |
| 4    | 30  | Al Unser jr.          | March 87C  | Cosworth DFX  | 196                  | 22    |
| 5    | 56  | Gary Bettenhausen     | March 86C  | Cosworth DFX  | 195                  | 15    |
| 6    | 22  | Dick Simon            | Lola T8700 | Cosworth DFX  | 193                  | 6     |
| 7    | 41  | Stan Fox (R)          | March 86C  | Cosworth DFX  | 192                  | 26    |
| 8    | 11  | Jeff MacPherson (R)   | March 87C  | Judd          | 182                  | 12    |
| 9    | 5   | Mario Andretti (W)    | Lola T8700 | Chevrolet 265 | 180 (Ventile)        | 1     |
| 10   | 16  | Tony Bettenhausen jr. | March 86C  | Cosworth DFX  | 171 (Motor)          | 27    |
| 11   | 21  | Johnny Rutherford (W) | March 87C  | Cosworth DFX  | 171                  | 8     |
| 12   | 91  | Scott Brayton         | March 87C  | Cosworth DFX  | 167 (Motor)          | 13    |
| 13   | 3   | Danny Sullivan (W)    | March 86C  | Chevrolet 265 | 160 (Motor)          | 16    |
| 14   | 33  | Tom Sneva (W)         | March 86C  | Buick V-6     | 143 (Unfall)         | 21    |
| 15   | 77  | Derek Daly            | March 87C  | Buick V-6     | 133 (Motor)          | 19    |
| 16   | 20  | Emerson Fittipaldi    | March 87C  | Chevrolet 265 | 131 (Motor)          | 33    |
| 17   | 55  | Josele Garza          | March 87C  | Cosworth DFX  | 129                  | 25    |
| 18   | 71  | Arie Luyendyk         | March 87C  | Cosworth DFX  | 125 (Aufhängung)     | 7     |
| 19   | 14  | A. J. Foyt (W)        | Lola T8700 | Cosworth DFX  | 117 (Ölverlust)      | 4     |
| 20   | 81  | Rich Vogler           | March 87C  | Buick V-6     | 109 (Schalthebel)    | 11    |
| 21   | 98  | Ed Pimm               | March 86C  | Cosworth DFX  | 109 (Motor)          | 30    |
| 22   | 2   | Gordon Johncock (W)   | March 86C  | Buick V-6     | 76 (Ventile)         | 18    |
| 23   | 8   | Rick Mears (W)        | March 86C  | Chevrolet 265 | 75 (Zündspule)       | 3     |
| 24   | 15  | Geoff Brabham         | March 87C  | Judd          | 71 (Ölpumpe)         | 14    |
| 25   | 87  | Steve Chassey         | March 87C  | Cosworth DFX  | 68 (Motor)           | 32    |
| 26   | 1   | Bobby Rahal (W)       | Lola T8700 | Cosworth DFX  | 57 (Einspritzung)    | 2     |
| 27   | 29  | Pancho Carter         | March 87C  | Cosworth DFX  | 45 (Ventile)         | 29    |
| 28   | 44  | Davy Jones (R)        | March 86C  | Cosworth DFX  | 34 (Motor)           | 28    |
| 29   | 18  | Michael Andretti      | March 87C  | Cosworth DFX  | 28 (Mechanik)        | 9     |
| 30   | 23  | Ludwig Heimrath (R)   | Lola T8700 | Cosworth DFX  | 25 (Unfall)          | 10    |
| 31   | 7   | Kevin Cogan           | March 87C  | Chevrolet 265 | 21 (Ölpumpe)         | 24    |
| 32   | 24  | Randy Lewis (R)       | March 87C  | Cosworth DFX  | 8 (Getriebe)         | 23    |
| 33   | 84  | George Snider         | March 86C  | Chevrolet V-6 | 0 (Benzinleck)       | 31    |

(W)=früherer Gewinner / (R)=Rookie / alle Starter auf Goodyear-Reifen / Gelbphasen: 5 für 27 Rd.

## Führungsrunden
| Fahrer           | Team               | Anzahl |
| ---------------- | ------------------ | ------ |
| Mario Andretti   | Newman/Haas Racing | 170    |
| Al Unser         | Team Penske        | 12     |
| Roberto Guerrero | Bernstein Racing   | 8      |
| Danny Sullivan   | Team Penske        | 4      |